# بلوخینو
بلوخینو (انگلیسی: Blokhino) یک شهرک در شهرستان ایگلینسکی استان باشقیرستان کشور روسیه است.